# Nsibti Laaziza
Nsibti Laaziza (arabe : نْسِيبْتِي ٱلْعَزِيزَة, littéralement Ma belle-mère chérie) est une série télévisée humoristique tunisienne en langue arabe en 143 épisodes d'environ 30 minutes diffusée, durant le mois de ramadan, et ce en 2010, 2011 et de 2013 à 2018 sur Nessma. Elle a aussi été diffusée en Algérie et au Maroc.
La série a suscité beaucoup de polémiques, lors de sa première saison, autour de l'utilisation du dialecte sfaxien.

## Synopsis

### Saison 1
Hassouna (Sofiène Chaâri), un agent immobilier vivant paisiblement avec sa femme Hayet (Kawther El Bardi) reçoit la visite inopinée de sa belle-mère Fatma (Mouna Noureddine). Accompagnée par son fils Monji, elle décide de prolonger son séjour chez sa fille, ce qui rend la vie de Hassouna insupportable. Pour reprendre sa vie paisible et en complicité avec son ami Babboucha, il utilise tous les moyens pour les faire repartir chez eux, dans leur ville d'origine. L'histoire se passe entre la maison de Hassouna, son bureau et la friperie de Babboucha, tous situés dans la rue des Andalous de la médina de Tunis. Dès l’épisode 10, Barisa, tante de Hassouna et actrice venue d’Algérie, arrive pour soigner la fille de son mari, Hajla, tombée malade. Au moment où Monji rencontre Hajla, il y a un coup de foudre mais celle-ci ne l'aime pas. Fatma croit que Barisa est venue pour prendre la maison de son père dont Hassouna a hérité. On assiste aussi au fait que le couple Hassouna - Hayet n'a pas pu avoir d'enfant jusqu’à ce que Fatma consulte une voyante. À la fin de la saison, Barisa et Hajla rentrent en Algérie et Fatma et Monji à Sfax.

### Saison 2
La saison est marquée par Hayet qui est enceinte et Babboucha qui se prépare à se marier avec Khmissa venue s'installer avec eux. Fahem tombe amoureux de Dorsaf, la nouvelle serveuse du café de Hassouna. Ce dernier embauche une secrétaire qui lui vole son argent ; il assiste également au retour de sa belle-mère et de son beau-frère. Hajla fait croire qu'elle aime encore Monji mais fait en réalité référence à son psychiatre. À la fin de la saison, Hayet a eu son enfant, alors que Fahem et Dorsaf se sont disputés.

### Saison 3
Dans ce troisième opus, Hayet, veuve de Hassouna, s'occupe de son fils Hassouna Jr. Babboucha subit quant à lui les bêtises de Fahem. Il reçoit par ailleurs la visite de Jamaa, la mère de Fahem. Khmissa est malade et hospitalisée alors qu'elle est enceinte. Hajla et sa cousine Maya arrivent d'Alger. Monji, qui est devenu psychopathe et qui voit un ange gardien, Feyza ; il a des problèmes avec une fille, Raja, qui a volé 854 dinars, soit la recette du café de Hassouna. Fatma souhaite marier sa fille Hayet à un Sfaxien mais celle-ci refuse en indiquant ne vouloir épouser personne après Hassouna. Fahem a un projet avec son âne. À la fin de la saison, Babboucha l'a vendu, car il lui a mangé sa grille de loto, poussant Fahem à lui ramener un chameau pour se venger.

### Saison 4
Cette quatrième saison, présentée durant le ramadan 2014, débute avec Fahem qui souhaite sans succès de migrer vers l'Italie puis décide de faire un projet avec une sorte de calèche touristique. Alors que Khmissa fait une fausse couche et perd ses deux enfants. Rouge de honte, elle demande le divorce à son mari Babboucha. Monji, qui travaille dans son animalerie, s'est fiancé avec une fille de son quartier, Manna, mais il demeure amoureux de Hajla. On assiste aussi à l'arrivée de Jemila, la fiancée de Fahem, tombé amoureux d'une touriste française, Maria. À la fin de la saison, Hajla est retombée amoureuse d'un avocat, Mongi. Lors de la circoncision de Hassouna Jr., l'oncle de Hayet arrive de Sfax et son autre oncle, Azouz, arrive de New York.

### Saison 5
Cette cinquième saison, présentée lors du ramadan 2015, marque l'arrivée de l'oncle de Hayet (Kamel Touati) et le retour de Khmissa, qui surprend Babboucha en train prendre le thé avec son ancienne voisine Aziza. Furieuse, elle décide de se venger en montant un complot avec Fahem.
Cette saison marque aussi le retour de Fatma et Monji de Sfax, cette fois-ci avec l'oncle de Hayet qui souhaite épouser une fille de Tunis prénommée Neïla. Montant un complot avec son mari Makram, en faisant croire que son mari est son frère, cette dernière décide d'épouser Monji. La saison marque aussi l'arrivée de Hajla de Paris et de sa mère Barisa qui ne supporte pas Monji depuis la première saison.
Après la réconciliation de Babboucha et Khmissa, tous deux partent en voyage d'affaires en Turquie pour rapporter un colis à Azouz.

### Saison 6
Tout comme les saisons précédentes, la sixième saison est pleine de situations cocasses provoquées par divers personnages dont Fahem, qui a un nouveau look après son voyage à l’étranger, et Khmissa, qui se lance dans le commerce, mais aussi Monji, qui devient un homme de caractère dans certaines situations. La saison est aussi marquée par l’arrivée de Wajiha Jendoubi (Rafika), qui joue le rôle de la femme de Monji.

### Saison 7
Cette nouvelle saison est marquée par de grands changements, notamment le lieu du tournage car la famille s'est installée à Sidi Bou Saïd. Hajla revient après avoir divorcé de son mari à la suite de la perte de son enfant. Monji se prépare à divorcer de Rafika et à accueillir Joséphine, la chienne que sa tante a laissé après sa mort. Azouz devient le directeur d'une maison d'hôtes dénommée Dar El Anber et Hajla lui propose de l'aider car elle travaille dans une agence de voyages. Quant à Babboucha, il vend des souvenirs à côté du café où travaille Mondher et Sassi, qui tombe amoureux de Hlima, la femme de ménage de Dar El Anber dont Fehem est aussi amoureux. Ce dernier commence un nouveau projet de vente de colliers de jasmins et de machmoum.

### Saison 8
Il s'agit de la dernière saison de la série.

## Distribution
| Acteur            | Personnage               | Saison   | Saison    |
| Acteur            | Personnage               | Régulier | Récurrent |
| ----------------- | ------------------------ | -------- | --------- |
| Sofiène Chaâri    | Hassouna                 | 1–2      |           |
| Mouna Noureddine  | Fatma                    | 1–8      |           |
| Kawther El Bardi  | Hayet                    | 1–8      |           |
| Kamel Touati      | Abd-El-Aziz alias Azzouz | 5–8      |           |
| Younes Ferhi      | Jaballah alias Babboucha | 1–8      |           |
| Farhat Hnana      | Monji                    | 1–8      |           |
| Khaled Bouzid     | Fahem                    | 1–8      |           |
| Sameh Dachraoui   | Khmissa                  | 2 et 5–8 |           |
| Razika Farhan     | Hajla                    | 1–8      |           |
| Saoussen Maalej   | Fathia alias Ftouh       | 1        |           |
| Biyouna           | Barisa                   | 1        | 5–6       |
| Latifa Gafsi      | Jomâa                    | 3        | 4–8       |
| Mohamed Ghazouani | El Aïd                   |          | 2–8       |
| Wajiha Jendoubi   | Rafika                   | 6        |           |
| Hichem Bartkis    | Mondher                  |          | 1–8       |
| Sofien Dahech     | Hamed Kozdoghli          |          | 3–8       |
| Moncef Loukil     | Hammadi                  |          | 1–8       |
| Mustapha Turki    | Mohsen                   |          | 2–8       |
| Maha Khouja       | Dorsaf                   |          | 2–6 et 8  |
| Hana Fehri        | Rahma                    |          | 2         |
| Hajer Hachana     | Aziza                    |          | 2 et 5    |
| Fatma Felhi       | Jamila                   |          | 4         |
| Amel Alouane      | Balkis                   |          | 4         |
| Chawki Bouglia    | Pseudo-avocat            |          | 6–8       |

## Fiche technique
- Titre original : نسيبتي العزيزة
- Translittération : Nsibiti Laaziza
- Autre titre français : Ma belle-mère chérie
- Création : Younes Ferhi
- Réalisation : Slaheddine Essid
- Scénario : Younes Ferhi
- Musique : Mounir Ghadhab et Hedi Habbouba
- Costumes : Sameh Ben Nessib (saisons 1 et 3-6)
- Production : Karoui & Karoui puis Nessma Broadcast
- Production exécutive : Slaheddine Essid
- Sociétés de production : Nessma
- Sociétés de distribution : Nessma
- Pays d'origine :  Tunisie
- Langue originale : Arabe tunisien et algérien
- Diffusion : Nessma
  -  Tunisie/ Algérie/ Maroc : 11 août 2010
- Format : Couleur 4:3
- Genre : Sitcom
- Durée : 30 à 45 minutes